# イラクサ目
イラクサ目 (Urticales) は双子葉植物の目の一つでイラクサ科をタイプ科とするもの。花は小型で、花被は花弁がなくがくのみある。単性花、風媒花のものが多い。

## 分類

### APG植物分類体系
分子系統学をもとにするAPG植物分類体系では、これらの多く（クロンキスト体系でイラクサ目に含まれるすべて）はバラ目に含められ、イラクサ目は認められていない。

### クロンキスト体系
クロンキスト体系ではマンサク亜綱におかれ、6科を含む。
被子植物門 Magnolipphyta
双子葉植物綱 Magnoliopsida
マンサク亜綱 Hamamelidae
イラクサ目 Urticales
- バルベヤ科 Barbeyaceae
- ニレ科 Ulmaceae
- アサ科 Cannabaceae
- クワ科 Moraceae
- ケクロピア科 Cecropiaceae
- イラクサ科 Urticaceae

### 新エングラー体系
新エングラー体系では古生花被亜綱（≒離弁花類）におかれ、5科を含む。
被子植物門 Angiospermae
双子葉植物綱 Dicotyledoneae
古生花被亜綱 Archichlamydae
イラクサ目 Urticales
- ロイプテレア科 Rhoipteleaceae
- ニレ科 Ulmaceae
- トチュウ科 Eucommiaceae
- クワ科 Moraceae
- イラクサ科 Urticaceae